# Болек Поливка
Болеслав Поливка (чеськ. Boleslav Polívka, 31 липня 1949, Візовіце) — чеський актор кіно і театру, мім, драматург і сценарист. Він знявся в понад 40 фільмах. Болеслав Поливка — один із найвідоміших артистів чеської пантоміми, він часто виступає з іноземними театральними ансамблями.

## Біографія
Болеслав Поливка народився в сім'ї актора-аматора. Акторської майстерності навчався в Академії драми в Брно, де захоплювався пантомімою. Поливка появився на кіноекранах ще у 1960-х роках. У 1969 році в Брно він був співзасновником театру «Гуска на мотузку́», де на тому ж місці в 1993 році з'явився «Театр Болька Поливки».
У 1971 році він закінчив навчання в Академії в місті Брно грою в п'єсі Ладислава Смочка «Дивний день доктора Звонка Бурка» (Podivné odpoledne dr. Zvonka Burkeho).
У 1993 році він заснував власний театр «Болек Поливка» у Брно, але також був гостем у Зліні або празькому театрі на Виноградах.
Творчість Болека Поливки як письменника, режисера та міма натхнена блазенством, commedia dell'arte, та ранніми комедійними фільмами. Проте час від часу він послуговується голосом, що робить його звичним театральним актором.

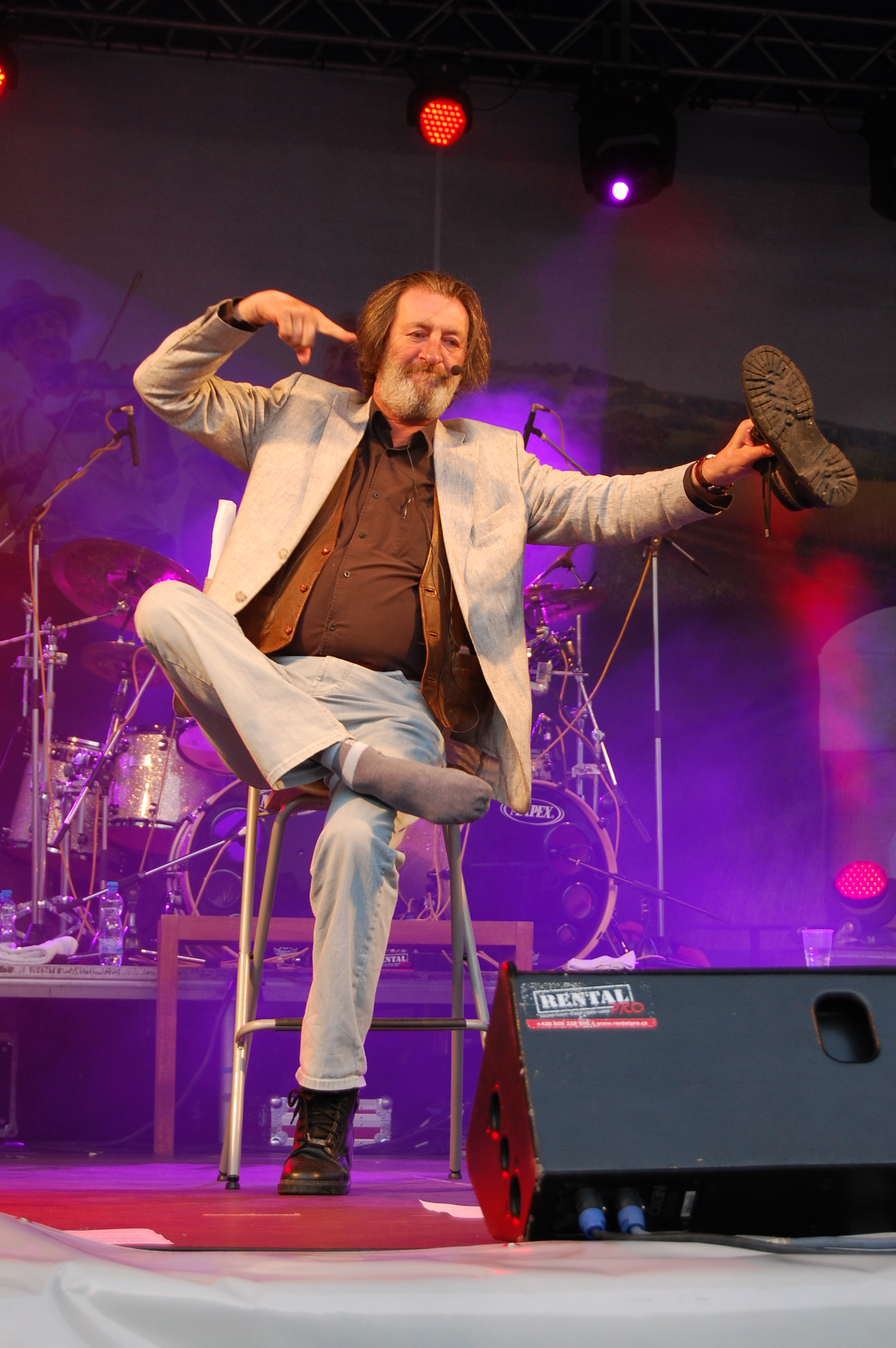
Болек Поливка. 2010

Поливка співпрацював з чеським режисером Володимиром Сісом, а з 1980-х років з Вірою Хитиловою, яка часто брала його на головні ролі у своїх «моральних комедіях».
За роль священика Голі у фільмі «Забуте світло» (Zapomenuté světlo) на Міжнародному кінофестивалі в Карлових Варах у 1997 році він був визнаний найкращим актором і нагороджений Чеським левом. Вдруге він був нагороджений Чеським левом у 2000 році за роль у фільмі «Ми повинні допомагати одне одному» (Musíme si pomáhat) режисера Яна Гржебейка. Фільм також був номінований на премію «Оскар» як найкращий фільм іноземною мовою.
Поливка також представляє два телевізійні шоу на Чеському телебаченні — «Манеж Болька Поливки» (Manéž Bolka Polívky) і «Больковини» (Bolkoviny).

## Бізнес
Одним з проєктів Болька було в 1993 році проголошення ним самого себе волоським королем довічно, коли для підтримки туризму Томаш Гарабіш заснував «Волоське королівство». На своїй фермі в Ольшанах Болек Поливка організовував різні акції, наприклад «чемпіонат світу» з кидання кременю в жито. Чеське телебачення транслювало низку концертів, особливо народних колективів під назвою «Спів на фермі». Однак, у 2013 році Регіональний господарський суд у Брно оголосив ферму Поливки банкрутом через вісім мільйонів боргів.

## Особисте життя
Болеслав Поливка був одружений тричі та має шестеро дітей, зокрема акторку Анну Поливкову.

## Вибрана фільмографія
- 1978 : Балада для бандита (1978)
- 1981 : Лихо (1981)
- 1981 : Останнє масло (1981)
- 1982 : «Лихо»[cs] / (Kalamita) — Гонза Достал
- 1987 : «Блазень і королева»[cs] / (Šašek a královna) — каштелян
- 1989 : Ніжний варвар (1989)
- 1989 : Я сиджу на гілці і мені добре (1989)
- 1992 : Спадщина, або блін, хлопці, гутентаг / (Dedictví aneb Kurvahosigutntag) — Богус
- 1996 : «Забуте світло»[cs] / (Zapomenuté světlo) — батько
- 1999 : «Лігва»[cs] / (Pelíšky) — дядько Шебек
- 2000 : «Поза містом»[cs] / (Cesta z města) — провінціал Лудва
- 2000 : «Ми повинні допомагати одне одному»[cs] / (Musíme si pomáhat) — Йозеф Чижек
- 2002 : «Втеча до Буди»[cs] / (Útěk do Budína) — Стефан Бараньї
- 2005 : «Гном» / (Skřítek) — батько
- 2005 : Щось на зразок щастя (2005)
- 2006 : «Приємні моменти без гарантії »[cs] / (Hezké chvilky bez záruky) — Дуб
- 2008 : Баторі / (Bathory) — монах Петер
- 2011 : Чарівна ковдра (2011)
- 2013 : Відродження (2013)
- 2014 : «Чоловік за викликом»[cs] / (Hodinový manžel) — Милан
- 2015 : Домашній догляд / (Domácí péče) — Лада